# Yero Bello
Yero Bello (n. 11 decembrie 1987, Nigeria) este un fotbalist aflat sub contract cu SC Vaslui.